# Phygadeuon alpinus
Phygadeuon alpinus là một loài tò vò trong họ Ichneumonidae.